# اومالی بزرگ
اومالی بزرگ (انگلیسی: The Great O'Malley)) فیلمی آمریکایی در ژانر جنایی و درام است که در سال ۱۹۳۷ به کارگردانی ویلیام دیترله و با بازی پت اوبرایان، سیبیل جیسون، هامفری بوگارت و ان شرایدن ساخته شد. نسخهٔ صامت آن با عنوان The Making of O'Malley در سال ۱۹۲۵ با بازی میلتن سیلز، دوروتی مک‌کیل و هلن رولند تولید شده بود.

## داستان
جیمز اومالی (با بازی پت اوبرایان) افسر سخت‌گیر و بی‌گذشتی است که مو به مو قانون را اجرا می‌کند و برای کوچک‌ترین تخلف‌ها جریمه می‌نویسد. او جان فیلیپس (با بازی هامفری بوگارت) را به‌خاطر صدای زیاد اگزوز متوقف می‌کند، و این تأخیر باعث می‌شود که فیلیپس نتواند سر وقت به شغل جدیدش برسد؛ شغلی که قرار بود به او در تأمین هزینه‌های همسرش (با بازی فریدا اینسکورت) و دختر معلولش، باربارا (با بازی سیبیل جیسون) کمک کند. فیلیپس به‌خاطر تأخیر، شغلش را از دست می‌دهد و ناامیدانه سعی می‌کند مدال‌های جنگی و تپانچه‌اش را گرو بگذارد. اما وقتی صاحب مغازه پول مناسبی پیشنهاد نمی‌دهد، فیلیپس عصبانی شده، فروشنده را هل می‌دهد و از صندوق پول برمی‌دارد. این ماجرا به دستگیری او به جرم سرقت و محکومیت به زندان منتهی می‌شود.
در این میان، اومالی به‌خاطر سخت‌گیری‌هایش مورد انتقاد قرار می‌گیرد و با دستور کاپیتان کرامول (با بازی دونالد کریسپ) تنزل رتبه می‌یابد و به‌عنوان مأمور عبور دانش‌آموزان در مدرسه‌ای که باربارا در آن درس می‌خواند منصوب می‌شود. رابطه‌ای دوستانه میان او و باربارا شکل می‌گیرد و او به تدریج به معلم باربارا، جودی نولان (با بازی ان شرایدن) علاقه‌مند می‌شود. این آشنایی باعث می‌شود که رفتار خشک و سخت‌گیرانه‌اش نرم‌تر شود.
وقتی اومالی درمی‌یابد که باربارا دختر همان مردی است که او را به زندان انداخته، تصمیم می‌گیرد به‌طور مخفیانه به او و مادرش کمک کند. او پزشکی را برای درمان پای فلج باربارا پیدا می‌کند، برنامه‌ای برای پرداخت هزینهٔ درمان تنظیم می‌کند و کمک می‌کند تا فیلیپس مشمول آزادی مشروط شود. اما فیلیپس، بی‌خبر از کمک‌های اومالی، به تصور این‌که او پس از آزادی نیز دست از سرش برنمی‌دارد، از روی ناامیدی به سمتش شلیک می‌کند.
اومالی، که از این تجربه انسانی‌تر شده، تصمیم می‌گیرد فیلیپس را تبرئه کند و در گزارشش می‌نویسد که تیراندازی به‌دلیل سقوط تصادفی خودش از پله‌ها اتفاق افتاده است. اومالی بهبود می‌یابد و با احترام همکارانش و عشق جودی، دوباره به کار قبلی‌اش بازمی‌گردد.

## بازیگران
- پت اوبرایان در نقش جیمز آلویسیوس اومالی
- سیبیل جیسون در نقش باربارا «بَبز» فیلیپس
- هامفری بوگارت در نقش جان فیلیپس
- ان شرایدن در نقش جودی نولان
- فریدا اینسکورت در نقش همسر فیلیپس
- دونالد کریسپ در نقش کاپیتان کرامول
- هنری اونیل در نقش وکیل مدافع
- کریگ رینولدز در نقش راننده
- هوبرت کاوانا در نقش پینکی هولدن
- گوردون هارت در نقش دکتر
- مری گوردون در نقش مادر اومالی
- میبل کولکورد در نقش خانم فلهرتی
- فرانک شریدان در نقش کشیش پاتریک
- لیلیان هارمر در نقش دوشیزه تیلور
- دلمار واتسون در نقش تابی
- فرانک رایشر در نقش دکتر لارسون
- گرنویل بیتس در نقش جیک، صاحب بار (نامش در عنوان‌بندی نیامده)
- استنلی فیلدز در نقش زندانی در کارگاه زندان (نامش در عنوان‌بندی نیامده)
- آرماند رایت در نقش دست‌فروش سبزیجات (نامش در عنوان‌بندی نیامده)
- ریموند براون در نقش صاحب کارخانه (نامش در عنوان‌بندی نیامده)
- اگون برشر در نقش گروفروش (نامش در عنوان‌بندی نیامده)